# Sommer-Paralympics 2024/Rollstuhlfechten
Bei den Sommer-Paralympics 2024 in Paris wurden in insgesamt 16 Wettbewerben im Rollstuhlfechten Medaillen vergeben. Die Entscheidungen fielen zwischen dem 3. und 7. September 2024 im Grand Palais.

## Klassen
Bei den paralympischen Fechtwettbewerben wird in zwei Klassen unterschieden:
- A: Für Fechter mit völlig intakter Rücken- und Bauchmuskulatur, die meist auch stehen können.
- B: Für Fechter ohne vollkommen intakte Rücken- und Bauchmuskulatur.

## Ergebnisse

### Männer

#### Florett (A)
| Platz | Land    | Sportler      |
| ----- | ------- | ------------- |
| 1     | China   | Sun Gang      |
| 2     | Italien | Matteo Betti  |
| 3     | China   | Zhong Saichun |

#### Florett (B)
| Platz | Land           | Sportler       |
| ----- | -------------- | -------------- |
| 1     | Großbritannien | Dimitri Coutya |
| 2     | China          | Feng Yanke     |
| 3     | China          | Hu Daoliang    |

#### Degen (A)
| Platz | Land           | Sportler       |
| ----- | -------------- | -------------- |
| 1     | China          | Sun Gang       |
| 2     | Großbritannien | Piers Gilliver |
| 3     | Türkei         | Hakan Akkaya   |

#### Degen (B)
| Platz | Land           | Sportler         |
| ----- | -------------- | ---------------- |
| 1     | Großbritannien | Dimitri Coutya   |
| 2     | Thailand       | Visit Kingmanaw  |
| 3     | Polen          | Michal Dabrowski |

#### Säbel (A)
| Platz | Land           | Sportler        |
| ----- | -------------- | --------------- |
| 1     | Deutschland    | Maurice Schmidt |
| 2     | Großbritannien | Piers Gilliver  |
| 3     | Italien        | Edoardo Giordan |

#### Säbel (B)
| Platz | Land  | Sportler         |
| ----- | ----- | ---------------- |
| 1     | China | Feng Yanke       |
| 2     | Polen | Michal Dabrowski |
| 3     | China | Zhang Jie        |

#### Mannschaft Florett (offen)
| Platz | Land           | Sportler                                        |
| ----- | -------------- | ----------------------------------------------- |
| 1     | China          | Sun Gang Feng Yanke Zhong Saichun               |
| 2     | Großbritannien | Oliver Lam Watson Piers Gilliver Dimitri Coutya |
| 3     | Frankreich     | Ludovic Lemoine Damien Tokatlian Maxime Valet   |

#### Mannschaft Degen (offen)
| Platz | Land           | Sportler                                              |
| ----- | -------------- | ----------------------------------------------------- |
| 1     | China          | Tian Jianquan Sun Gang Zhang Jie                      |
| 2     | Irak           | Zainulabdeen Al-Madhkhoori Ammar Ali Hayder Al-Ogaili |
| 3     | Großbritannien | Piers Gilliver Dimitri Coutya Oliver Lam Watson       |

### Frauen

#### Florett (A)
| Platz | Land    | Sportlerin                |
| ----- | ------- | ------------------------- |
| 1     | China   | Zou Xufeng                |
| 2     | China   | Gu Haiyan                 |
| 3     | Spanien | Judith Rodriguez Menendez |

#### Florett (B)
| Platz | Land     | Sportlerin                 |
| ----- | -------- | -------------------------- |
| 1     | Thailand | Saysunee Jana              |
| 2     | China    | Xiao Rong                  |
| 3     | Italien  | Beatrice Maria Vio Grandis |

#### Degen (A)
| Platz | Land     | Sportlerin      |
| ----- | -------- | --------------- |
| 1     | China    | Chen Yuandong   |
| 2     | Südkorea | Kwon Hyo-kyeong |
| 3     | China    | Gu Haiyan       |

#### Degen (B)
| Platz | Land     | Sportlerin           |
| ----- | -------- | -------------------- |
| 1     | Thailand | Saysunee Jana        |
| 2     | China    | Kang Su              |
| 3     | Ukraine  | Olena Fedota-Isaieva |

#### Säbel (A)
| Platz | Land     | Sportlerin        |
| ----- | -------- | ----------------- |
| 1     | China    | Gu Haiyan         |
| 2     | Polen    | Kinga Drozdz      |
| 3     | Georgien | Nino Tibilashvili |

#### Säbel (B)
| Platz | Land     | Sportlerin           |
| ----- | -------- | -------------------- |
| 1     | Thailand | Saysunee Jana        |
| 2     | China    | Xiao Rong            |
| 3     | Ukraine  | Olena Fedota-Isaieva |

#### Mannschaft Florett (offen)
| Platz | Land    | Sportlerinnen                                                     |
| ----- | ------- | ----------------------------------------------------------------- |
| 1     | China   | Gu Haiyan Xiao Rong Zou Xufeng                                    |
| 2     | Ungarn  | Eva Andrea Hajmasi Zsuzsanna Krajnyák Boglarka Mezo               |
| 3     | Italien | Ionela Andreea Mogos Beatrice Maria Vio Grandis Loredana Trigilia |

#### Mannschaft Degen (offen)
| Platz | Land     | Sportlerinnen                                          |
| ----- | -------- | ------------------------------------------------------ |
| 1     | China    | Gu Haiyan Zou Xufeng Kang Su                           |
| 2     | Ukraine  | Yevheniia Breus Olena Fedota-Isaieva Nataliia Morkvych |
| 3     | Thailand | Aphinya Thongdaeng Duean Nakprasit Saysunee Jana       |

## Medaillenspiegel
| Medaillenspiegel Rollstuhlfechten | Medaillenspiegel Rollstuhlfechten | Medaillenspiegel Rollstuhlfechten | Medaillenspiegel Rollstuhlfechten | Medaillenspiegel Rollstuhlfechten | Medaillenspiegel Rollstuhlfechten |
| Platz                             | Land                              | Goldmedaille – Paralympiasieger   | Silbermedaille – 2. Platz         | Bronzemedaille – 3. Platz         | Gesamt                            |
| --------------------------------- | --------------------------------- | --------------------------------- | --------------------------------- | --------------------------------- | --------------------------------- |
| 1                                 | China                             | 10                                | 5                                 | 4                                 | 19                                |
| 2                                 | Thailand                          | 3                                 | 1                                 | 1                                 | 5                                 |
| 3                                 | Großbritannien                    | 2                                 | 3                                 | 1                                 | 6                                 |
| 4                                 | Deutschland                       | 1                                 | –                                 | –                                 | 1                                 |
| 5                                 | Polen                             | –                                 | 2                                 | 1                                 | 3                                 |
| 6                                 | Italien                           | –                                 | 1                                 | 3                                 | 4                                 |
| 7                                 | Ukraine                           | –                                 | 1                                 | 2                                 | 3                                 |
| 8                                 | Ungarn                            | –                                 | 1                                 | –                                 | 1                                 |
| 8                                 | Irak                              | –                                 | 1                                 | –                                 | 1                                 |
| 8                                 | Südkorea                          | –                                 | 1                                 | –                                 | 1                                 |
| 11                                | Spanien                           | –                                 | –                                 | 1                                 | 1                                 |
| 11                                | Frankreich                        | –                                 | –                                 | 1                                 | 1                                 |
| 11                                | Georgien                          | –                                 | –                                 | 1                                 | 1                                 |
| 11                                | Türkei                            | –                                 | –                                 | 1                                 | 1                                 |